# Francesca Ridgway
Francesca Romana Serra Ridgway (geboren am 9. März 1936 in Rom; gestorben am 7. März 2008 in Colchester) war eine italienische Archäologin der italischen Eisenzeit und Etruskologin.

## Leben
Francesca R. Serra Ridgway war Tochter sardischer Eltern und Enkelin des italienischen Gelehrten Giovanni Sanna, der 1933 die erste italienische Übersetzung des epochemachenden Werks The Social and Economic History of the Roman Empire von Michael Rostovtzeff veröffentlichte. Sie studierte Etruskologie an der Universität La Sapienza in Rom. Mit einer von Massimo Pallottino betreuten und dem jungen Giovanni Colonna begleiteten Arbeit über gestempelte Caeretaner Impastoware wurde sie 1964 in Rom laureiert. An der Scuola nazionale di Archeologi in Rom setzte sie ihr postgraduales Studium bei dem Klassischen Archäologen Giovanni Becatti und dem Frühgeschichtler Renato Peroni (1930–2010) fort. Als eine der Mitarbeiterinnen Peronis war sie an der immer noch grundlegenden Studie zur Chronologie der Este- und der Golasecca-Kultur beteiligt. Für die Fondazione Carlo M. Lerici übernahm sie die archäologische Aufsicht über die von der Fondation unterstützten Prospektion. 
Während der von der University of Pennsylvania durchgeführten Suche nach dem antiken Sybaris im Golf von Tarent lernte sie den postgraduierten, britischen Studenten der Etruskologie David Ridgway (1938–2012) kennen. Als dieser 1968 eine Anstellung als Lecturer an der University of Edinburgh erhielt, folgte sie ihm und wurde Honorary Fellow am Department of Archaeology der Universität. Im Jahr 1970 heirateten sie. Bis zum Tod von Francesca Ridgway bildeten die beiden ein sich ergänzendes Forscherpaar, dem 2006 gemeinsam eine Festschrift gewidmet wurde. Wichtigstes Ergebnis dieser Zusammenarbeit war das 1979 publizierte Werk Italy before the Romans. The Iron Age, Orientalizing, and Etruscan periods, oft als „Ridgway und Ridgway“ zitiert. Weitere gemeinsame Untersuchungen widmeten sie der Aufarbeitung der großen Anzahl der von Giorgio Buchner ausgegrabenen Gräber aus der Nekropole von Pithekoussai auf Ischia und den Metallwaren der Nuraghenkultur auf Sardinien, der Heimat von Serra Ridgways Eltern, wohin es das Ehepaar Ridgway immer wieder führte.
Eigene Interessen ließen Francesca R. Serra Ridgway früh an der Erforschung von Pyrgi, dem wichtigsten Hafen der Etruskerstadt Caere, teilnehmen. Neben verschiedenen Artikeln trug sie zu diesem Themenbereich eine umfassende Darstellung für den von Jean-Paul Descoeudres herausgegebenen Kongressband Greek Colonists and Native Populations bei – Ergebnis des ersten australischen Kongresses für Klassische Archäologie, der 1985 zu Ehren von Arthur D. Trendall ausgerichtet wurde. Mit Lucia Cavagnaro Vanoni und Richard Linington untersuchte sie im Auftrag der Fondazione Lerici die Nekropolen von Tarquinia. In einer zweibändigen Studie legte sie 1996 ihre Forschungsergebnisse zu den Grabbeigaben der hellenistischen Nekropole Tarquinias von Fondo Scataglini vor und rückte damit das für seine etruskischen Grabmalereien archaischer Zeit berühmte Tarquinia auch in den Fokus der Klassischen Archäologie. 
Darüber hinaus besorgte Francesca Ridgway 1986 die italienische Übersetzung des von Stephan Steingräber 1985 herausgegebenen Sammelbandes Etruskische Wandmalerei und verfasste 1995 für die zweite Auflage von Otto Brendels Etruscan Art aus dem Jahr 1978 einen umfangreichen bibliographischen Appendix über die Forschungsliteratur der Jahre 1978–1994.
Im Jahr 2003 traten die Ridgways in den Ruhestand, setzten ihre wissenschaftliche Arbeit jedoch fort. Als nun assoziierte Fellows des Institute of Classical Studies stand ihnen hierfür dessen exzellente Bibliothek zur Verfügung. Für Giuliana Riccioni, mit der sie freundschaftlichen verbunden war, vollendete Francesca Ridgway deren Werk über die zu Beginn des 20. Jahrhunderts ausgegrabenen Vasen von Vulci. Vor allem fand sie Zeit, sich der Veröffentlichung der auf ihre tesi di laurea zurückgehenden Pithoi stampigliati ceratani zuzuwenden. Vollendet wurde dieses letzte Vorhaben erst 2010 nach ihrem Tod von Lisa Pieraccini.

## Publikationen (Auswahl)
- mit David Ridgway: Italy before the Romans. The Iron Age, Orientalizing, and Etruscan Periods. Academic Press, London 1979.
- I corredi del fondo Scataglini a Tarquinia: scavi della fondazione Ing. Carlo M. Lerici del Politecnico di Milano per la Soprintendenza archeologica dell’Etruria meridionale. Zwei Bände. Comune del Milano, Mailand 1996.
- mit Giuliana Riccioni: Vasi greci da Vulci. Necropoli dell’Osteria; scavi Ferraguti-Mengarelli 1929–1931. Comune di Milano, Mailand 2003.
- David Ridgway, Francesca R. Serra Ridgway, Edward Herring, u. a.: Across Frontiers: Etruscans, Greeks, Phoenicians & Cypriots. Studies in Honour of David Ridgway and Francesca Romana Serra Ridgway.  Accordia Research Institute, University of London, London  2006.
- mit Lisa Pieraccini: Pithoi stampigliati ceretani. Una classe originale di ceramica etrusca. „L’Erma“ di Bretschneider, Rom 2010.